# مسجد صرم
مسجد صرم مربوط به دوره صفوی است و در شهرستان کهک، ۱۵ کیلومتری کهک، بافت روستا واقع شده و این اثر در تاریخ ۲۲ آبان ۱۳۶۲ با شمارهٔ ثبت ۱۶۴۴ به‌عنوان یکی از آثار ملی ایران به ثبت رسیده‌است.